# Élie Buzyn
Élie Meir Buzyn (ur. 7 stycznia 1929 w Łodzi, zm. 23 maja 2022) – francuski chirurg ortopeda pochodzenia żydowskiego. Krzewiciel pamięci o Holokauście ocalały z Auschwitz i Buchenwaldu.

## Życiorys
Urodził się w Łodzi, w praktykującej rodzinie żydowskiej, jako jedno z trojga dzieci przedsiębiorcy włókienniczego oraz działaczki WIZO. W 1940 roku z rodziną został zesłany do getta łódzkiego, gdzie pracował w zakładzie tkackim, a następnie rymarskim. Wraz z rodzicami dotrwał do likwidacji getta w 1944 roku, kiedy to Buzynowie zostali deportowani do Auschwitz II, gdzie został przydzielony do kommanda. W styczniu roku 1945, w związku z postępami Armii Radzieckiej, obóz został ewakuowany, a Buzyn wraz z pozostałymi więźniami uczestniczył w marszu śmierci do Buchenwaldu, gdzie po utracie butów, był bliski amputacji stóp, której zapobiegła pomoc radzieckiego jeńca. Po wyzwoleniu obozu w kwietniu 1945 roku, jak jedno z 426 ocalałych dzieci z Buchenwaldu, został przekazany pod opiekę Œuvre de secours aux enfants (OSE) we Francji. Następnie nawiązał kontakt z wujem Léonem Pérelem, chirurgiem pracującym w szpitalu szpitalu Rothschilda, w którym pracował przez cały okres niemieckiej okupacji.
Następnie mieszkał przez 7 lat w Palestynie, 2 lata studiował w Oranie. W roku 1956 zamieszkał na stałe we Francji, gdzie podjął pracę chirurga ortopedy. Po wojnie składał swoje świadectwa we francuskich szkołach nt. Zagłady Żydów oraz uczestniczył w obchodach wyzwolenia Auschwitz, był również gościem specjalnym podczas uroczystości zorganizowanej przez Dyrekcję Generalną ds. Migracji i Spraw Wewnętrznych Komisji Europejskiej z okazji Międzynarodowgo Dnia Pamięci o Ofiarach Holokaustu 27 stycznia 2015 roku.
Autor 2 książek, powieści biograficznej J'avais 15 ans. Vivre, survivre, revivre le récit inspirant d'une vie après Auschwitz (pol. Miałem 15 lat: Życie, przetrwanie, ponowne przeżywanie inspirującej historii życia po Auschwitz, 2018), opisującej jego doświadczenia związane z holokaustem oraz publikacji Ce que je voudrais, transmettre. Lettre aux jeunes générations (Co chciałbym przekazać. List do młodszych pokoleń, 2019), stanowiącej wywiad Barbary Astruc z Buzynem.

### Życie prywatne
Mąż psycholożki i psychoanalityczki, Etty Buzyn (ur. 1935), ojciec lekarki oraz minister solidarności i zdrowia (2017–2020) Agnès Buzyn. Podjął się chirurgicznego usunięcia tatuażu obozowego.

## Odznaczenia
- Kawaler Legii Honorowej (2014)[10]
- Komandor Orderu Palm Akademickich (2017)[9]

## Publikacje
- Buzyn É., J'avais 15 ans: vivre, survivre, revivre le récit inspirant d'une vie après Auschwitz, Paris: Alisio, 2018, ISBN 979-10-92928-73-0.
- Buzyn É., Ce que je voudrais transmettre: lettre aux jeunes générations, Paris: Alisio, 2019, ISBN 978-2-37935-018-4.

## Upamiętnienie
- 2023 roku Buzyn został patronem szkoły podstawowej przy rue Saint-Jacques 250 w Paryżu[11].